# Pieter De Rudder
Pieter De Rudder, in molti libri francesi Pierre De Rudder, in italiano Pietro De Rudder (Jabbeke, 2 luglio 1822 – 22 marzo 1898), era un bracciante belga, la cui guarigione dalla frattura di una gamba è riconosciuta dalla Chiesa cattolica come un miracolo di Lourdes.
Un calco in bronzo delle sue ossa è esposto nel Bureau Médical de Lourdes (Ufficio medico di Lourdes), anche se la guarigione non si verificò a Lourdes in Francia, ma in un santuario dedicato a Nostra Signora di Lourdes a Oostakker presso Gand (Belgio, Fiandre Orientali).

## La vicenda
Pieter de Rudder era nato il 2 luglio 1822 a Jabbeke, località belga situata tra Bruges e Ostenda. All'età di 44 anni, mentre prestava servizio a Gisignies come giardiniere del visconte De Bus, a causa della caduta di un tronco riportò una grave frattura alla tibia e al perone della gamba sinistra. Il suo medico curante di allora, dottor Afenaer di Oudenburg, scrisse a proposito della frattura: 

Dopo l'improvvisa guarigione del 7 aprile 1875, verificatasi nel santuario della Madonna di Lourdes a Oostacker, presso Gand, il dottor Affenaer scrisse al suo collega dottor Boissarie, per oltre 25 anni capo del Bureau Médical di Lourdes: 

Dopo la guarigione Pieter visse ancora 23 anni: morì infatti di polmonite il 22 marzo 1898. Il 24 maggio 1899 il suo corpo fu riesumato per esami approfonditi sugli arti inferiori. Ha scritto Enrico Salomi: 
Il 25 luglio 1908 la commissione ecclesiastica della diocesi di Bruges, esaminati anche i risultati della commissione medica di inchiesta, dichiarò la guarigione di Pieter de Rudder un miracolo riconosciuto dalla Chiesa.

## Il dossier
Il 16 febbraio 1867, a Jabbeke (Fiandre Occidentali), la caduta di un albero rompe le due ossa (tibia e perone) della gamba sinistra di De Rudder, che era allora al servizio del visconte Albéric du Bus de Gisignies. Parecchi medici lo curano senza successo e uno di loro consiglia l'amputazione, che è negata da De Rudder o dal visconte. I trattamenti medici cessano in un momento non precisato con esattezza.
Il Visconte paga a De Rudder una pensione che l'abate Rommelaere, vicario di Jabbeke, descrive come un "bello stipendio". Alla morte del Visconte, avvenuta il 26 luglio 1874, la pensione è revocata dal suo successore. Il 7 aprile 1875, otto mesi e mezzo dopo l'abolizione della pensione, che è durata sette anni, De Rudder va ad implorare Nostra Signora di Lourdes a Oostakker e, nel santuario, si proclama guarito. Egli mostra una cicatrice che, se si crede a una testimonianza tardiva (data con l'intenzione di sostenere la tesi soprannaturale), già subito dopo la guarigione sembra vecchia.
I medici si rifiutano di rilasciare un attestato al clero della parrocchia, che nel 1875 deve accontentarsi, come testimoni oculari, di due vicini e amici di De Rudder, padre e figlio. Questi due testimoni firmano la stessa dichiarazione, scritta dal vicario di Jabbeke, in base alla quale hanno visto, il giorno prima del pellegrinaggio, le estremità delle ossa che sporgevano dalla piaga. Il certificato indica, in terza persona, un'abitante del villaggio, non firmataria, che avrebbe visto la stessa cosa due giorni prima del pellegrinaggio.
Il vescovo di Bruges, Mons. Faict, chiede per corrispondenza informazioni al dottor Van Hoestenberghe, un medico che non era mai stato il medico curante di De Rudder, ma aveva esaminato la gamba per curiosità. Il dottor Van Hoestenberghe risponde nell'aprile e nel maggio 1875. Le sue due lettere, perse dalla diocesi prima dell'inchiesta canonica che portò al riconoscimento del miracolo da Mons. Waffelaert nel 1908, saranno ritrovate solo nel 1956. Mons. Faict, da parte sua, non conduce un'inchiesta canonica.
L'ultimo superstite, tra i medici curanti di cui sono noti i nomi, il dottore Verriest, muore a Bruges il 3 agosto 1891. Circa un anno dopo, durante l'annuale pellegrinaggio belga a Lourdes dell'agosto 1892, il dottore Van Hoestenberghe si manifesta pubblicamente per la prima volta. Scrive al dottore Boissarie, presidente del Bureau des constatations médicales de Lourdes (Ufficio delle constatazioni mediche di Lourdes), due lettere in cui segnala il caso De Rudder, dicendo che aveva esaminato la gamba quando era ancora malata e che egli può pensare soltanto a un miracolo. Queste lettere provocano una serie di indagini da parte delle varie autorità cattoliche. I testimoni oculari che, come abbiamo visto, sembrano essere stati solo due nel 1875, si moltiplicano con il passare del tempo, così come gli esami che il dottor Van Hoestenberghe dice di avere fatto della gamba malata. Nel 1907, davanti alla commissione episcopale, il cui rapporto condurrà al riconoscimento del miracolo, dice che ha esaminato la gamba ferita dieci o dodici volte, l'ultima volta tre o quattro mesi prima del pellegrinaggio.
La data dell'ultimo esame della gamba è importante perché, a parere di molti medici cattolici, l'unico motivo per considerare la guarigione di De Rudder miracolosa è la prova testimoniale della sua istantaneità.
Le risposte dell'aprile e maggio 1875 del dottore Van Hoestenberghe a Mons. Faict, che furono perse durante l'inchiesta canonica, sono state ritrovate nel 1956 e pubblicate nel 1957. Nella seconda di queste risposte, il dottor Van Hoestenberghe (che, come abbiamo visto, riferisce alla Commissione del 1907-1908 di aver esaminato la gamba ferita dieci o dodici volte, l'ultima volta tre o quattro mesi prima del pellegrinaggio) dice di aver visto la gamba una sola volta, più di tre anni prima del pellegrinaggio.
Il canonico De Meester, che è stato promotore della causa nell'inchiesta del 1907-1908, continua, nonostante le lettere del 1875, a credere che il dottore Van Hoestenberghe abbia fatto parecchi esami della gamba malata, e che l'ultimo esame abbia avuto luogo circa quattro mesi prima del pellegrinaggio di De Rudder. A favore di questo punto di vista, egli allega note in questo senso, che il dottor Van Hoestenberghe ha detto di aver preso poco dopo il pellegrinaggio. Il dottore Van Hoestenberghe parlò di queste note per la prima volta nel 1899, al fine di rispondere a due gesuiti, che gli avevano fatto notare che aveva posto le cure del defunto dottore Verriest nel 1875, il che, rispetto ad altre fonti, sembra troppo tardi. Le note trionfano su questa obiezione: "Verriest 75". Queste note hanno la peculiarità di contraddire le lettere del 1875 al Mons. Faict, non solo sul numero e la data degli esami che il dottore Van Hoestenberghe avrebbe fatto alla gamba malata, ma anche sulla data dell'esame ch'egli aveva fatto della gamba dopo il pellegrinaggio: 9 aprile 1875 secondo le note, mentre il dottore Van Hoestenberghe aveva scritto il 15 aprile 1875 a Mons. Faict che egli non aveva ancora avuto il tempo di esaminare la gamba guarita. Queste note, che erano in un posto inconsueto nel taccuino del dottor Van Hoestenberghe, cioè la seconda di copertina, invece del loro posto cronologico tra le pagine, possono essere consultate solo in fotografia, perché sembra siano state perse nel palazzo vescovile, con il resto del taccuino.